# Ken Salazar

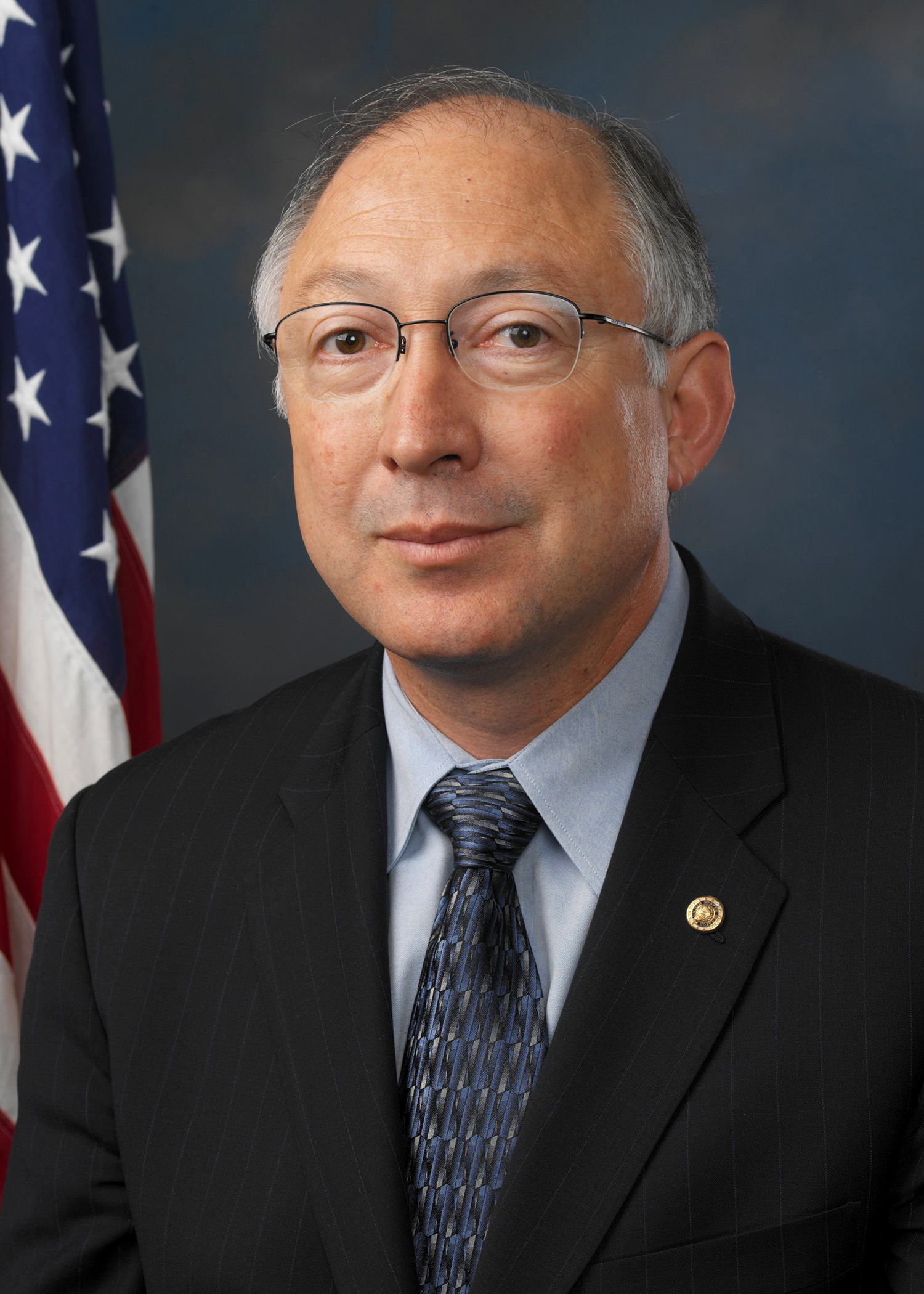
Ken Salazar

Kenneth Lee „Ken“ Salazar (* 2. März 1955 in Alamosa, Colorado) ist ein US-amerikanischer Politiker (Demokratische Partei) und Ranch-Besitzer aus dem Bundesstaat Colorado. Er war vom 20. Januar 2009 bis zum April 2013 Innenminister der Vereinigten Staaten unter Präsident Barack Obama. Von August 2021 bis Januar 2025 war er Botschafter der Vereinigten Staaten in Mexiko.

## Bildung und Familie
Ken Salazar wuchs in der Nähe von Manassa in der Gemeinde Los Rincones im San-Luis-Valley-Gebiet im südlichen Colorado auf. Seine Eltern waren Emma M. Salazar und Henry (Enrique) S. Salazar.  Sein Bruder John Salazar war Kongressmitglied und vertrat Colorado im US-Repräsentantenhaus.
Salazar besuchte die St. Francis Seminary und Centauri High School in La Jara, wo er 1973 die Hochschulreife erlangte. Danach studierte er am Colorado College, wo er 1977 den Grad des Bachelor of Arts in Politikwissenschaft erwarb. 1981 schloss er sein Jurastudium an der University of Michigan Law School mit dem Erwerb des Juris Doctor (J.D.) ab. Danach arbeitete er als Anwalt in privater Praxis.
Später erhielt Salazar die Ehrendoktorwürde in Jura vom Colorado College (1993) und der University of Denver (1999).
Mit seiner Frau Esperanza hat er zwei Töchter.

## Regierungsmitglied in Colorado

### Umweltminister
1986 wurde Salazar juristischer Berater des damaligen Gouverneurs von Colorado, Roy Romer, und 1990 ernannte Romer ihn zum Direktor des Ministeriums für Natürliche Ressourcen, eine Kabinettsposition. In dieser Stellung schuf Salazar mit dem „Great Outdoors Colorado Amendment“ ein umfassendes Landschaftskonservierungsprogramm, etablierte mit dem „Youth in Natural Resources“-Programm Umwelterziehung in den Schulen des Staates und stärkte die Regularien, die Bergbau- und Petroleumunternehmen zu mehr Umweltschutz verpflichten. 1994 ging Salazar zurück in seine Anwaltskanzlei.

### Attorney General
1998 wurde Salazar zum Attorney General von Colorado gewählt; 2002 gelang ihm die Wiederwahl. Während seiner Amtszeit wurde die Tätigkeit der Staatspolizei gestrafft und drei neue Einheiten der Strafverfolgung wurden geschaffen: eine zur Verfolgung und Aufklärung von kriminellem Bandenunwesen, eine für Umweltvergehen und eine zur Verfolgung von Gesetzesflüchtlingen, die Mörder ins Visier nahm. Er setzte sich auch für eine Verstärkung von Verbraucherschutzgesetzen und Gesetzen gegen Betrug ein sowie für den Schutz von Kindern durch eine neue Politik gegen Sexualverbrecher.

## US-Senator
2004 erklärte Salazar seine Kandidatur für den Senat der Vereinigten Staaten, wobei er für den Sitz des Republikaners Ben Nighthorse Campbell antrat, welcher in den Ruhestand ging. Er bezeichnete sich selbst als Moderater und vertrat auch Positionen, welche im Gegensatz zur Parteilinie standen. So lehnte er das Adoptionsrecht für Homosexuelle lange Zeit ab. Das Wahlkomitee der Bundesstaatspartei nominierte statt Salazar allerdings Mike Miles. Die Bundespartei dagegen unterstützte Salazar und erreichte eine Entscheidung durch eine Primary. Salazar gewann diese gegen Miles, wie auch später die Wahl selbst gegen Pete Coors. Er trat sein Amt am 4. Januar 2005 an. Kurz nach seiner Wahl löste Salazar eine parteiinterne Kontroverse aus, als er den Republikaner Alberto R. Gonzales für die Wahl zum Attorney General vorschlug.
Im Mai 2005 war Salazar einer von 14 moderaten Senatoren, welche einen Kompromiss aushandelten, laut dem die Republikaner ihre Überlegungen aufgeben sollten, die Macht sogenannter Filibuster zu brechen. Durch solche Dauerreden hatte die demokratische Senatsminderheit die Wahl mehrerer konservativer Kandidaten für den D.C. Circuit verhindert. Die Demokraten dagegen sagten zu, den Filibuster zukünftig nur noch unter „außergewöhnlichen Umständen“ einzusetzen und die Wahl nicht zu verhindern.
2005 stimmte Salazar gegen eine Verschärfung der Verbrauchsgrenzen für Kraftfahrzeuge (CAFE), was von der League of Conservation Voters als umweltfeindlich kritisiert wurde. Im selben Jahr stimmte er gegen die Aufhebung von Steuervergünstigungen für große Mineralölkonzerne wie ExxonMobil. 2006 stimmte er für die Aufhebung von Schutzbestimmungen gegen die Ölförderung vor Floridas Golfküste.
Im August 2006 unterstützte Ken Salazar Joe Lieberman in einer Primary gegen Ned Lamont in Connecticut, welcher der Anti-Kriegs-Bewegung nahesteht. Die weitere Unterstützung von Lieberman, welcher als unabhängiger Kandidat die Wahl gewann, brachte Salazar die Verärgerung des Anti-Kriegs-Flügels der Demokraten ein.
Salazar war einer der wenigen Demokraten, welche 2007 gegen ein Gesetz stimmten, welches dem United States Army Corps of Engineers auferlegen sollte, bei Wasserprojekten die Auswirkungen der globalen Erwärmung mit einzubeziehen.
Ken Salazar gab seinen Senatssitz am 20. Januar 2009 auf, um seinen Posten als Innenminister der Vereinigten Staaten anzutreten.

## US-Innenminister
Barack Obama kündigte am 17. Dezember 2008 an, dass er nach seinem Amtsantritt Salazar als Innenminister vorschlagen werde. Die Reaktion der Umweltbewegung auf Obamas Ankündigung war erbost, da Salazar zuvor die Nominierung von Gale Norton, seiner Amtsvorgängerin als Attorney General in Colorado, zur US-Innenministerin durch George W. Bush unterstützt hatte. Am Tag von Obamas Amtseinführung, dem 20. Januar 2009, wurde Obamas Ankündigung nicht nur eingehalten, sondern der US-Senat bestätigte die Nominierung auch noch am selben Tag einstimmig. Mit der Übernahme des Ministeramts schied Salazar aus dem Senat aus, fast zwei Jahre vor dem Ablauf seiner Wahlperiode. Sein Sitz wurde von Michael Bennet übernommen.
Salazar war zum Zeitpunkt seines Amtsantritts, neben Hilda Solis, einer von zwei Hispanics in Obamas Kabinett. Auch war er der zweite hispanische Innenminister nach Manuel Lujan unter George Bush von 1989 bis 1993.
Gene Karpinski, der Präsident der League of Conservation Voters, sagte über Salazar:

“Throughout his career, Senator Salazar has campaigned on a pledge of support for 'our land, our water, our people.' With a perfect 100 % score on the 2008 LCV Scorecard, he has lived up to that pledge. As a westerner, Senator Salazar has hands on experience with land and water issues, and will restore the Department of the Interior's role as the steward of America's public resources. We look forward to working with him to protect the health of America's land, water, and people in the coming years.”

„Seine ganze Karriere über ist Senator Salazar angetreten unter dem Versprechen, 'unser Land, unser Wasser, unser Volk' zu unterstützen. Mit einer perfekten 100 %-Bewertung auf der LCV Scorecard 2008  hat er dieses Versprechen erfüllt. Als ein Weststaatler hat Senator Salazar praktische Erfahrung mit Angelegenheiten bezüglich Land und Wasser, und er wird die Rolle des Innenministeriums als Hüter von Amerikas öffentlichen Ressourcen wiederherstellen. Wir freuen uns darauf, mit ihm in den kommenden Jahren zusammenzuarbeiten, die Gesundheit von Amerikas Land, Wasser und den Menschen zu schützen.“

Am 23. Januar 2009 erklärte Salazar, dass er die Krone der Freiheitsstatue wieder für Touristen öffnen werde, welche seit den Anschlägen vom 11. September 2001 geschlossen war. Er sagte hierzu: „Ich hoffe, wir finden einen Weg. Es würde der Welt zeigen – sowohl bildlich wie buchstäblich – dass der Pfad zum Licht der Freiheit allen offen steht.“
Salazar kündigte am 9. Mai 2009 die Aufrechterhaltung der Bush-Politik an, welche es nicht erlaubt, mit dem Endangered Species Act (einem Gesetz über den Erhalt geschützter Arten) die Regulierung von Treibhausgas-Emissionen vorzunehmen. Ursprünglich hatte er zugesagt, mit dieser Praxis zu brechen. Diese Entscheidung führte zur Kritik durch diverse Umweltorganisationen und zum gleichzeitigen Lob von Energiekonzernen und vielen Republikanern.
Bei der State of the Union Address im Jahr 2011 war Salazar Designated Survivor. Er wäre im Falle eines Anschlages auf das Kapitol der höchstrangige Überlebende gewesen und hätte die Nachfolge von Barack Obama als Präsident angetreten. Im Juli 2013 trat er zurück und wurde Partner der internationalen Rechtsanwaltsgesellschaft WilmerHale.
Im Vorfeld der US-Präsidentschaftswahl 2016 leitete Ken Salazar das transition team für die Kandidatin der Demokratischen Partei, Hillary Clinton. Es sollte die Regierungsübernahme nach einer erfolgreichen Wahl vorbereiten.
Am 11. August 2021 wurde er vom US-Senat als Botschafter der Vereinigten Staaten in Mexiko bestätigt.

## Botschafter der Vereinigten Staaten in Mexiko
Ende August 2024 überraschte Salazar mit seiner Kritik an politischen Plänen des mexikanischen Präsidenten, Andrés Manuel López Obrador; diese seien laut Salazar ein Risiko für die Demokratie und den bilateralen Handel.